# Marianne Limpert
Marianne Louise Limpert (ur. 10 października 1972 w Matagami), kanadyjska pływaczka, specjalizująca się w stylu zmiennym, medalistka olimpijska.
Jej największym sukcesem był srebrny medal na Igrzyskach Olimpijskich w 1996 r. w Atlancie na dystansie 200 m stylem zmiennym. Zdobywała również wiele medali na Mistrzostwach Świata na basenie 25-metrowym.